# フェルディナント (ヘッセン＝ホンブルク方伯)
フェルディナント・ハインリヒ・フリードリヒ（ドイツ語：Ferdinand Heinrich Friedrich, 1783年4月26日 - 1866年3月24日）は、最後のヘッセン＝ホンブルク方伯（在位：1848年 - 1866年）。

## 生涯
フェルディナントはヘッセン＝ホンブルク方伯フリードリヒ5世とカロリーネ・フォン・ヘッセン＝ダルムシュタットの五男として1783年にバート・ホムブルク・フォア・デア・ヘーエで生まれた。1800年から1817年まで、オーストリア帝国陸軍の軽騎兵部隊であるカール・フォン・ロートリンゲン連隊に所属していた。同時代の記録によると、フェルディナントは「重騎兵の理想形」を持っていたという。ナポレオン戦争の主なすべての戦いに参加し、何度か重傷を負った。ライプツィヒの戦いの後、フランツ2世よりオーストリアの最高の軍事勲章であるマリア・テレジア軍事勲章を授与された。1822年、フェルディナントは騎兵隊の将軍（Feldzeugmeister）の階級で現役を退いた。結婚はせず、ハーバート・ローゼンドーファーによると「非常に年を取り、非常に反動的」となったという。バート・ホンブルク城に隣接する質素なロッジであるオランジェリーで、個人的なボディーガードと一緒に暮らし、狩猟とローマ・ドイツ時代のタウヌス山地という2つの趣味に没頭した。
4人の兄がいずれも嗣子なく死去した後、フェルディナントは1848年に兄のグスタフから方伯位を継承した（グスタフの一人息子フリードリヒはその年の初めに死去していた）。しかし、フェルディナントに男性親族や嗣子がいないことから、フェルディナントがヘッセン＝ホンブルクの最後の方伯となることは明らかであった。唯一の弟であるレオポルトは1813年に殺害されていた。フェルディナントは自らが行う極度の倹約を窮地に陥った国家財政にまで適用し、支配権を取り戻そうと無駄な試みを行った。国家財政は兄フィリップがブラン兄弟にカジノの特権を与えたことにより、かなりの壊滅状態にあった。
1848年革命はヘッセン＝ホンブルクのような小さな国にも大きな影響を与えたため、フェルディナントは1849年4月に議会を設立した。フェルディナントはまた、兄グスタフが受け入れた憲法を追認したが、1852年4月20日にフランクフルト国民議会が閉会し、フェルディナントによる独裁的な統治が復活し、その死まで続いた。1850年9月、フェルディナントは復元された連邦議会に代表者を派遣した最初の君主の1人であった。フェルディナントは1866年にバート・ホンブルクで嗣子なく死去した。遺体はバート・ホンブルク城の地下霊廟に最後に埋葬され、ヘッセン＝ホンブルクは一時的にヘッセン大公ルートヴィヒ3世が相続した後、1866年後半に普墺戦争の後にプロイセンに併合された。